# Церковь Святых Степаноса и Рипсиме
Церковь Святых Степаноса и Рипсиме (арм. Սուրբ Ստեփանոս և Հռիփսիմե) — армянская церковь в селе Ашагы-Фараджан Лачинского района Азербайджана.
С 1992 по 2020 год территорию, на которой находится церковь, контролировала непризнанная НКР.

## История
Расположена в исторической провинции Армении Сюник[страница не указана 537 дней].
Церковь находится на восточной окраине села Харар. Письменные свидетельства о селе Харар имеются начиная с XVII века. Село указывается в памятной записи созданной здесь рукописи, в которой говорится о церкви Сурб Степанос именно как о месте изготовления манускриптов. Следующее упоминание относится к XIX веку. Согласно ему, большинство населения села составляли армяне. Армяне сильно пострадали в 1905 году при армяно-татарских столкновениях, а также в 1918 году. В 1930-х годах в селе армян больше не осталось, и в нём обосновались отуреченные курды. Церковь построена в XVI—XVII веках, в документах 1841 года и позже упоминается как Сурб Рипсиме.

## Архитектура
Уцелела лишь южная стена и частично западная, просматривается абсидная часть. Согласно плану, церковь однонефная, сводчатая, единственный вход был с южной стороны. Ризницы отсутствовали. Над входом в качестве тимпана встроен надгробный камень с крестами. У входа установлен хачкар, на котором едва просматриваются следы надписи на армянском языке:
«...поставил сей хачкар в ходатайство о матери моей...»
Многие камни церкви, а также большинство надгробий сельского армянского кладбища в советский период были использованы при строительстве различных зданий.